# Stromanthe palustris
Stromanthe palustris är en strimbladsväxtart som beskrevs av H.Kenn. Stromanthe palustris ingår i släktet broktoppar, och familjen strimbladsväxter.
Artens utbredningsområde är Costa Rica. Inga underarter finns listade.